# 시리아인 신부
시리아인 신부(The Syrian Bride)는 이스라엘에서 제작된 에란 리클리스 감독의 2004년 코미디, 드라마 영화이다. 히암 압바스 등이 주연으로 출연하였고 에란 리클리스 등이 제작에 참여하였다.

## 출연

### 주연
- 히암 압바스
- 마크람 코우리

### 조연
- 클라라 코우리
- 아쉬라프 바롬
- 이블린 카플룬

## 제작진
- Line PD: 조한스 리신
- 미술: 아비 파히마
- 배역: 야엘 아비브

## 같이 보기
- 레몬 트리